# Argyra vanoyei
Argyra vanoyei är en tvåvingeart som först beskrevs av Octave Parent 1926.  Argyra vanoyei ingår i släktet Argyra och familjen styltflugor. Inga underarter finns listade i Catalogue of Life.